# Wayne Chew
Wayne Chew (* 22. Oktober 2001 in Singapur) ist ein singapurischer Fußballspieler.

## Karriere

### Verein
Wayne Chew erlernte das Fußballspielen in den Jugendmannschaften von Geylang International. Hier unterschrieb er am 1. Januar 2020 auch seinen ersten Profivertrag. Sein Erstligadebüt gab Wayne Chew am 17. November 2020 (16. Spieltag) im Heimspiel gegen Tanjong Pagar United. Hier wurde stand er in der Startelf und wurde nach der Halbzeitpause gegen Hairul Syirhan ausgewechselt. Geylang gewann das Spiel mit 2:1. Bis zu seiner Einberufung zum Militärdienst am 1. Oktober 2021 bestritt er sechs Ligaspiele. Am 1. Oktober 2022 wurde er von der Armee an den Erstligisten Young Lions ausgeliehen. Die Young Lions sind eine U23-Mannschaft die 2002 gegründet wurde. In der Elf spielen U23-Nationalspieler und auch Perspektivspieler. Ihnen soll die Möglichkeit gegeben werden, Spielpraxis in der ersten Liga zu sammeln. Für die Young Lions bestritt er drei Erstligaspiele. Nach Beendigung des Militärdienstes schloss er sich Ende Juli 2023 dem Erstligisten Balestier Khalsa an.

### Nationalmannschaft
Seit 2023 spielt Chew für die singapurische U22-Nationalmannschaft.